# 张氏 (陇西郡夫人)
张氏（12世纪？—1213年），金朝女性人物，李英之妻。
李英为監察御史，在中都，张氏居住在潍州。贞祐元年（1213年）冬，蒙古兵取濰州，进入其家，张氏将所有财物都给了他们。既而，蒙古人令张氏上马，张氏说：“我将所有财物都给了你，就不能赎我一身吗？”回答道：“你是品官之妻，当再作夫人。”张氏说：“我死也为李氏鬼。”顿时坐下不起，于是被杀。追封陇西郡夫人，谥“庄洁”。李英官至御史中丞。